# Claudia Dillmann
Claudia Dillmann (* 29. Mai 1954 in Geisenheim im Rheingau) ist eine deutsche Filmwissenschaftlerin. Bis September 2017 war sie Direktorin des Deutschen Filmmuseums und des Deutschen Filminstituts – DIF e.V. in Frankfurt am Main.

## Leben und Wirken
Nach dem Abitur an der St. Ursula-Schule in Geisenheim absolvierte sie ein Volontariat bei der „Offenbach Post“. Mit 23 Jahren wurde sie Redakteurin der „Frankfurter Rundschau“. Später schrieb sie als Korrespondentin der  Zeit Berichte aus Frankfurt und Hessen.
1981 begann sie an der Johann Wolfgang Goethe-Universität Frankfurt am Main mit dem Studium der Germanistik, Kunstgeschichte sowie Theater-, Film- und Fernsehwissenschaften, das sie 1987 mit dem Magister abschloss. Thema ihrer Magisterarbeit: Zur Phantastik in Stummfilm und Literatur der Weimarer Republik.
Da sich Filmgeschichte schnell zum Schwerpunkt ihres Studiums entwickelte, arbeitete Claudia Dillmann noch vor der Eröffnung des Deutschen Filmmuseums 1984 in Frankfurt bereits an der Dauerausstellung mit, die bis zum Beginn des grundlegenden Umbaus des Museums im Jahr 2009 bestehen blieb. Nach der Eröffnung des Filmmuseums wirkte sie an verschiedenen Ausstellungen und Projekten des Hauses mit. Im Dezember 1989 holte sie das Archiv des Filmproduzenten Artur Brauner, Inhaber der CCC-Studios in Berlin-Spandau, zur wissenschaftlichen Auswertung an das Deutsche Filmmuseum. Im darauffolgenden Jahr verfasste sie zu ihrer Ausstellung über Artur Brauner einen umfangreichen Katalog.
1991 wurde sie festangestellte Kuratorin des Filmmuseums, ein Jahr später dessen stellvertretende Direktorin. Sie kuratierte weitere Ausstellungen und betreute unter anderem 1992 das Projekt Sergej Eisenstein im Kontext der russischen Avantgarde mit Originalen aus fünf Moskauer und Petersburger Museen. 1993 kämpfte sie gemeinsam mit Hilmar Hoffmann und einer Reihe prominenter deutscher Filmschaffender gegen die Schließung des Kommunalen Kinos in Frankfurt.
Vom 1. Februar 1997 bis September 2017 leitete Claudia Dillmann das Deutsche Filminstitut - DIF e.V., das 2006 mit dem Deutschen Filmmuseum fusionierte. Diesem stand Claudia Dillmann seit 2006 ebenfalls als Direktorin vor. Dabei setzte sie als Filmhistorikerin einen Hauptakzent auf die EDV-gestützte Bestandserfassung der Sammlungen, die im DIF beheimatet sind, sowie deren wissenschaftliche Auswertung und Publikation. In ihre Zeit als Direktorin des Filmmuseums fällt auch der Bau des neuen Filmmuseums (2007 bis 2011) in Frankfurt am Main. Die durchschnittliche Besucherzahl ist seitdem von 125 000 auf fast 200 000 pro Jahr gestiegen (Stand: 2017).
Nach der Jahrtausendwende rief Claudia Dillmann zusammen mit Swetlana Sikora goEast – das Festival des mittel- und osteuropäischen Films ins Leben, das seit 2001 jährlich in Wiesbaden stattfindet und die ersten drei Jahre von ihr geleitet wurde. Unter ihrer Federführung entstand ab 2003 das Internetportal zum deutschen Film, www.filmportal.de, das am 11. Februar 2005 freigeschaltet wurde. Das Portal verzeichnet mehr als 200.000 Filmschaffende und dokumentiert ihre Mitwirkung in und an mehr als 93.000 Filmen, von den historischen Anfängen des Mediums bis zum aktuellen Kinostart, ergänzt um Biografien, Fotos, Inhaltsangaben, Informationen zur Verfügbarkeit zu Filmen und Links.
Neben ihrer Tätigkeit im Deutschen Filminstitut führte Claudia Dillmann regelmäßig in Filme ein, lehrte an der Uni Frankfurt Filmgeschichte und macht in anderen Städten mit Vorträgen auf die Frankfurter Filminitiativen aufmerksam. Sie hatte Sitz und Stimme in Jurys internationaler Gremien und Festivals, wirkte bei der Vergabe des Deutschen Filmpreises mit und war Gutachterin in der Filmbewertungsstelle Wiesbaden.
Auf europäischer Ebene gehörte sie ab 1997 dem Vorstand der Association des Cinémathèques Européennes (ACE) an; von 2004 bis 2012 als deren Präsidentin. In dieser Funktion gründete sie 2007 die Europeana Foundation mit und gehörte bis 2012 dem Stiftungsvorstand an. Von 2005 bis 2009 war sie Mitglied der Beratungsgruppe der „Europäischen Digitalen Bibliothek“.

## Auszeichnungen
- 2016: Bundesverdienstkreuz am Bande der Bundesrepublik Deutschland[7]

## Schriften
- Perspektiven zur Geschichte der filmischen Wahrnehmung. Hrsg. Walter Schobert. Deutsches Filmmuseum, Frankfurt am Main 1986.
- Artur Brauner und die CCC. Filmgeschäft, Produktionsalltag, Studiogeschichte 1946–1990. Mit einer Filmographie von Rüdiger Koschnitzki und einem Anhang von Bernd Eichhorn. Frankfurt am Main 1990.
- Schurkenstücke. Entflechtung und Lex UFI. In: Hans-Michael Bock, Michael Töteberg (Hrsg.): Das Ufa-Buch. Kunst und Krisen, Stars und Regisseure, Wirtschaft und Politik. Die internationale Geschichte von Deutschlands größtem Filmkonzert. Zweitausendeins, Frankfurt am Main 1992, S. 482–485.
- (Red.): Sergej Eisenstein im Kontext der russischen Avantgarde 1920–1925. Frankfurt am Main 1992.
- Die Wirkung der Architektur ist eine magische. Hans Poelzig und der Film. In: Hans-Peter Reichmann (Hrsg.): Hans Poelzig. Bauten für den Film. Kinematograph Nr. 12. Deutsches Filmmuseum, Frankfurt am Main 1997.
- mit Rudolf Worschech: Neuer Deutscher Film. In: Hans-Michael Bock Wolfgang Jacobsen (Hrsg.): Recherche. Film. Quellen und Methoden der Filmforschung. Text + Kritik, München 1997, S. 198–207.
- (Red.): 50 Jahre DIF. Deutsches Filminstitut, Frankfurt am Main 1999.
- Mission impossible? „epd Film“ im filmpublizistischen Kontext der Bundesrepublik. In: Karsten Visarius (Hrsg.): Der Film der Wörter. Frankfurt am Main 1999, S. 61–75.
- Kino für alle? In: Peter Wapnewski (Hrsg.): Realitäten und Visionen. Hilmar Hoffmann zu Ehren. Köln 2000, S. 58–68.
- Zu bittere Kräuter. Zeugin aus der Hölle. Die Produktion und Rezeption eines „riskanten“ Films. In: Claudia Dillmann, Ronny Loewy (Hrsg.): Die Vergangenheit in der Gegenwart. Konfrontationen mit den Folgen des Holocaust im deutschen Nachkriegsfilm. Frankfurt am Main 2001.
- Der Filmproduzent Artur Brauner. In: Artur Brauner. Produzent, Producer. Goethe-Institut Inter Nationes, München 2002.
- (Hrsg.): 2 × 20. Juli. Die Doppelverfilmung von 1955. Frankfurt am Main 2004.
- (Red.): Sein Haus für den Film. Hrsg. Deutschen Filminstitut. Frankfurt am Main 2005.
- Die Zürcher Verlobung (1957). In: Christoph Fuchs Michael Töteberg (Hrsg.): Fredy Bockbein trifft Mister Dynamit. Filme auf den zweiten Blick. Text + Kritik,  München 2007.
- Wirklichkeit im Spiel. Film und Filmarchitektur. In: Wolfgang Pehnt, Matthias Schirren (Hrsg.): Hans Poelzig 1869 bis 1936. Architekt, Lehrer, Künstler. München 2007, S. 144–159.
- Pola Negri. In: Pola Negri. Legenda kina. Muzeum Kinematografii, Lodz 2007, S. 49–53.
- Der Tycoon. In: Ihn gibt's nur einmal. Artur Brauner zum 90. Geburtstag. Frankfurt am Main 2008, S. 8–13.
- Sie hatten das Kino … Die Netzwerke im expressionistischen Film der frühen Weimarer Republik. In: Ralf Beil, Claudia Dillmann (Hrsg.): Gesamtkunstwerk Expressionismus. Kunst, Film, Literatur, Theater, Tanz und Architektur 1905–1925. Ostfildern 2010, S. 276–287.
- Strategien und Methoden als konzeptionelle Leitlinie. In: Bettina Habsburg-Lothringen (Hrsg.): Dauerausstellungen. Schlaglichter auf ein Format. Bielefeld 2012, S. 216–223.
- Living images. Dark Romanticism in Cinema. In: Felix Krämer (Hrsg.): Dark romanticism. From Goya to Max Ernst. Ostfildern 2012, S. 284–292.
- Hrsg. mit Olaf Möller: Geliebt und verdrängt. Das Kino der jungen Bundesrepublik Deutschland von 1949 bis 1963, Deutsches Filminstitut, Frankfurt a. Main 2016, ISBN 978-3-88799-089-3[8][9]